# Utetheisa hybrida
Utetheisa hybrida là một loài bướm đêm thuộc phân họ Arctiinae, họ Erebidae.